# Beach Glass
Beach Glass, född 19 maj 2019, är en amerikansk standardhäst. Han är mest känd för att ha segrat i Meadowlands Pace (2022) och Cane Pace (2022).

## Bakgrund
Beach Glass är en brun hingst efter Somebeachsomewhere och under Im With Her (efter Bettor's Delight). Han föddes upp och ägs av Schooner II Stable, Nova Scotia. Han tränas av Brent Macgrath och körs av Yannick Gingras.

## Karriär
Beach Glass började tävla i september 2021. Han har till augusti 2022 sprungit in 715 750 kanadensiska dollar på 12 starter, varav 7 segrar och 4 andraplatser. Han har tagit karriärens hittills största segrar i Meadowlands Pace (2022) och Cane Pace (2022). Han har även kommit på andra plats i North America Cup (2022) och Adios Pace (2022).